# Philadelphia, Mississippi
Philadelphia là một thành phố thuộc quận Neshoba, tiểu bang Mississippi, Hoa Kỳ. Năm 2010, dân số của thành phố này là 7 477 người.

## Dân số
- Dân số năm 2000: 7 388 người.
- Dân số năm 2010: 7 477 người.